# Frolesworth
Frolesworth is een civil parish in het bestuurlijke gebied Harborough, in het Engelse graafschap Leicestershire.